# Hypolycaena extensa
Hypolycaena extensa är en fjärilsart som beskrevs av Hans Fruhstorfer 1912. Hypolycaena extensa ingår i släktet Hypolycaena och familjen juvelvingar. Inga underarter finns listade i Catalogue of Life.